# WWER
Unter der Bezeichnung WWER (Wasser-Wasser-Energie-Reaktor, russisch Водо-водяной энергетический реактор, wiss. Transliteration Vodo-vodjanoj ėnergetičeskij reaktor, transkr. Wodo-wodjanoi energetitscheski reaktor, ВВЭР; englisch bzw. international: VVER) werden bestimmte Typen von Druckwasserreaktoren sowjetischer beziehungsweise russischer Bauart zusammengefasst. Die Bezeichnung Wasser-Wasser steht für wassermoderiert und wassergekühlt. Das Bauelement, das üblicherweise Brennelement genannt wird, heißt im Fall von WWER-Reaktoren Brennstoffkassette oder kurz Kassette (russisch кассета).

## Generationen
Man unterscheidet Reaktoren aus vier Generationen. Die erste Zahl gibt den speziellen Reaktortyp an; meist entspricht dies der ungefähren elektrischen Leistung des Kraftwerks in Megawatt. Die zweite Zahl ist die Version des Reaktors bzw. der Projektname. Die ersten beiden Prototypen dieses Reaktortyps (WWER-210 und WWER-365) wurden im Kernkraftwerk Nowoworonesch eingesetzt und erforscht. Entwickelt wurde der WWER-210 am Kurtschatow-Institut, alle weiteren dann von der staatlichen sowjetischen, später russischen Firma OKB Gidropress.
| Generation WWER | Leistungsschwächere Reaktoren                            | Leistungsstärkere Reaktoren | Kernkraftwerk |
| --------------- | -------------------------------------------------------- | --------------------------- | ------------- |
| 1. Generation   | WWER-210 WWER-365 WWER-440/179 WWER-440/230 WWER-440/270 |                             |               |
| 2. Generation   | WWER-440/213 WWER-440/311 WWER-440/318                   |                             |               |
| 3. Generation   | WWER-640/407 WWER-640/470 bzw. WPBER-600                 | WWER-1000/187               |               |
| 3. Generation   | WWER-640/407 WWER-640/470 bzw. WPBER-600                 | WWER-1000/302               |               |
| 3. Generation   | WWER-640/407 WWER-640/470 bzw. WPBER-600                 | WWER-1000/320               |               |
| 3. Generation   | WWER-640/407 WWER-640/470 bzw. WPBER-600                 | WWER-1000/338               |               |
| 3. Generation   | WWER-640/407 WWER-640/470 bzw. WPBER-600                 | WWER-1000/392               | AES-91        |
| 3. Generation   | WWER-640/407 WWER-640/470 bzw. WPBER-600                 | WWER-1000/392               | AES-92        |
| 3. Generation   | WWER-640/407 WWER-640/470 bzw. WPBER-600                 | WWER-1000/466               |               |
| 3. Generation   | WWER-640/407 WWER-640/470 bzw. WPBER-600                 | WWER-1160                   |               |
| 3. Generation   | WWER-640/407 WWER-640/470 bzw. WPBER-600                 | WWER-1200/491               | AES-2006      |
| 3. Generation   | WWER-640/407 WWER-640/470 bzw. WPBER-600                 | WWER-1500/448               |               |

## Physikalisch-technische Daten
Die physikalisch-technischen Daten der Reaktoren vom Typ WWER (ausgenommen WWER-1200) sind dem Standardwerk Atomenergie in Wissenschaft und Industrie von Andranik Petrosʹjanc (1906–2005), der von 1978 bis 1986 Vorsitzender des Staatlichen Komitees der UdSSR für die Nutzung der Atomenergie war, entnommen.
| Parameter                                | WWER-210 | WWER-365 | WWER-440 | WWER-1000 | WWER-1200 |
| ---------------------------------------- | -------- | -------- | -------- | --------- | --------- |
| Elektrische Leistung (MW)                | 210      | 365      | 440      | 1.000     | 1.200     |
| Thermische Leistung (MW)                 | 760      | 1.320    | 1.375    | 3.000     | 3.200     |
| Bruttowirkungsgrad (%)                   | 27,6     | 27,6     | 31       | 33        | 37        |
| Dampfdruck vor der Turbine (MPa)         | 2,9      | 2,9      | 4,4      | 6         | 7         |
| Dampfdruck im Primärkreislauf (MPa)      | 10       | 10,5     | 12,5     | 16        | 16,2      |
| Anzahl der Kühlmittelkreisläufe          | 6        | 8        | 6        | 4         | 4         |
| Kühlmitteldurchsatz (m³/h)               | 36.500   | 49.500   | 39.000   | 76.000    | 85.600    |
| Eintrittstemperatur Primärkreislauf (°C) | 250      | 250      | 269      | 289       | 298,6     |
| Mittlere Temperaturerhöhung (°C)         | 19       | 25       | 31       | 35        | 31,1      |
| Durchmesser der aktiven Zone (m)         | 2,88     | 2,88     | 2,88     | 3,12      | k. A.     |
| Höhe der aktiven Zone (m)                | 2,50     | 2,50     | 2,50     | 3,50      | k. A.     |
| Anzahl der Brennstoffkassetten           | 343      | 349      | 349      | 151 / 163 | 163       |
| Durchmesser eines Brennstabs (mm)        | 10,2     | 9,1      | 9,1      | 9,1       | 9,1       |
| Anzahl der Brennstäbe pro Kassette       | 90       | 126      | 126      | 312 / 331 | 312       |
| Gitterschrittweite (mm)                  | 14,3     | 12,2     | 12,2     | 12,6      | k. A.     |
| Anzahl der Regelkassetten                | 37       | 73       | 37       | 109       | 121       |
| Uranbeladung (t)                         | 38       | 40       | 42       | 66        | 76–85,5   |
| Mittlere Uran-Anreicherung (%)           | 2,0      | 3,0      | 3,5      | 4,26      | 4,69      |
| Abbrand (MWd/kg)                         | 13       | 27       | 28,6     | 26–60     | bis 70    |
| Voraussichtliche Betriebsdauer (Jahre)   | 20       | 20       | 40       | 40–50     | 60        |

Manche Daten der neueren Reaktortypen können sich je nach Quelle geringfügig unterscheiden.

## WWER-210
Der Prototyp aller sowjetischen/russischen Druckwasserreaktoren war der Typ WWER-210. Er wurde unter dem Projektnamen W-1 am Kurtschatow-Institut entwickelt und als erster Block des Kernkraftwerks Nowoworonesch gebaut. Der physische Start „mit offener Abdeckung“ wurde im Dezember 1963 durchgeführt, am 8. September 1964 wurde der Reaktor kritisch. Am 30. September wurde er ans Stromnetz angeschlossen und am 27. Dezember 1964 erreichte er seine Auslegungsleistung. Er gehörte zu diesem Zeitpunkt zu den leistungsstärksten Kernreaktoren der Welt.
An diesem Reaktorprojekt wurden insbesondere folgende technische Lösungen erprobt:
- Die sechseckige Kassettenform,
- Materialien für die Brennelementhülle,
- Materialien, Form, Korpus und Halterung des Reaktors,
- Regelungssysteme und Reaktorsicherheit und
- Temperatursteuerung und Energiefreisetzung.

1984 wurde diese erste Einheit außer Betrieb genommen.

## WWER-70
Unter dem Projektnamen W-2 wurde ab Januar 1957 für das geplante Kernkraftwerk Rheinsberg eine Variante des Druckwasserreaktors WWER-210 mit einer elektrischen Bruttoleistung von 70 MW von OKB Gidropress entwickelt. Dieser Reaktortyp erhielt den Namen WWER-70. Ende 1958 wurde der technische Entwurf des W-2-Reaktors abgeschlossen. Es ist anzumerken, dass die Projekte W-1 und W-2 in nur kurzem zeitlichen Abstand entwickelt wurden, so dass viele technische Lösungen ähnlich waren.
Die Bauarbeiten des Kernkraftwerks Rheinsberg begannen am 1. Januar 1960. Der Reaktor wurde am 11. März 1966 zum ersten Mal kritisch. Die feierliche Inbetriebnahme erfolgte am 9. Mai 1966. Seine Auslegungsleistung erreichte der Reaktor am 11. Oktober 1966, damit begann auch der kommerzielle Dauerbetrieb.
Dieser Reaktortyp war für eine Betriebszeit von 20 Jahren ausgelegt. 1986 wurde sie nach Renovierungsarbeiten um fünf Jahre verlängert, die reguläre Abschaltung war somit für 1992 vorgesehen. Wegen erheblicher Sicherheitsbedenken gegenüber sowjetischen Reaktoren nach der Wende wurde das Kernkraftwerk aber schon am 1. Juni 1990 außer Betrieb genommen.

## WWER-365
In der nächsten Stufe wurde der Reaktortyp WWER-365 mit einer thermischen Leistung von 1.320 MW entwickelt. Die Arbeiten dazu wurden nach einem Regierungsdekret vom 30. August 1962 begonnen.
Zu den wichtigsten Neuerungen des WWER-365 gehörten:
- Die mittlere Temperaturerhöhung des Moderators, Wärmeträgers und Kühlmittels Wasser in der aktiven Zone wurde von 19 °C auf 25 °C vergrößert,
- zwei weitere Kreisläufe wurden hinzugefügt, um die Dimensionen der Hauptumwälzpumpen bei zunehmendem Durchfluss und Druck des Kühlmittels konstant halten zu können,
- das Prinzip der „trockenen“ Umladung von Kassetten wurde übernommen,
- erstmals wurden abbrennbare Absorber verwendet,
- ein universeller Typ von Regelkassetten wurde entwickelt und
- die Ungleichmäßigkeit des Neutronenflusses im Reaktorkern wurde verringert.

Zusätzlich wurde die Summe aller Oberflächen der Brennstäbe vergrößert, indem ihr Durchmesser von 10,2 auf 9,1 mm verringert wurde. Gleichzeitig wurde der Kassettentyp geändert. Die Anzahl der Brennstäbe pro Kassette wurde von 90 auf 126 Brennstäbe erhöht. Dies hatte wiederum eine Reihe weiterer konstruktiver Änderungen zur Folge, sowohl bezüglich der Geometrie und der Herstellung von Kassetten und Brennstäben als auch des Reaktorcores selbst.
Der WWER-365 wurde als zweiter Block des Kernkraftwerks Nowoworonesch gebaut und 1969 in Betrieb genommen. Seine Auslegungsleistung erreichte der Reaktor im April 1970. 1990 wurde der WWER-365 planmäßig außer Betrieb genommen.

## WWER-440

WWER-440: Schnittgrafik einer Brennstoffkassette mit 126 Brennstoffzellen, einem zentralen Kanal für Detektoren und einer Haltevorrichtung außen. Die Schlüsselweite des hier dargestellten Sechsecks beträgt 14,4 cm

_ Wasser mit einem Zusatz von Borsäure

_ Hülle aus Zirkalloy

_ Brennstab aus gesintertem Urandioxid

_ zentraler Hohlraum

_ Helium, das zwischen Brennstab und Zirkalloy-Rohr verpresst wird

_ Wasser mit einem Zusatz von Borsäure

WWER-440: Vereinfachte Schnittgrafik der aktiven Zone des Reaktors:
gray Reaktordruckbehälter
skyblue Boriertes Wasser
349 Brennstoffkassetten mit
yellow 1,6 % U-235 Anreicherung
orange 2,4 % U-235 Anreicherung
red 3,6 % U-235 Anreicherung
Der Außendurchmesser des Druckbehälters aus Stahl beträgt 3,8 m

Zur Baureihe WWER-440 gehören der alte Typ WWER-440/230 und der neuere, in wesentlichen Bereichen verbesserte Typ WWER-440/213. Daneben gibt es noch einen Sondertyp, der nur für das finnische Kernkraftwerk Loviisa entwickelt wurde, um die dort bestehenden Sicherheitsanforderungen zu erfüllen. Wie alle Druckwasserreaktoren verwendet auch der WWER-440 Wasser sowohl zur Kühlung des Reaktorkerns und zur Erzeugung von Dampf als auch zum Moderieren der Neutronen. Als Brennstoff dient schwach angereichertes Urandioxid. Zu den Besonderheiten des WWER-440/230 zählt die Errichtung von Doppelblöcken mit einem gemeinsamen Maschinenhaus.
Nach Herstellerangaben steigt die radioaktive Dosisleistung in der Umgebung eines Kernkraftwerks des Typs WWER-440 um weniger als 0,5 mSv pro Jahr.
Für den Transport und die Zwischenlagerung der Brennelemente können zum Beispiel auch Castor-Behälter der Firma GNS benutzt werden, die speziell für die WWER-440 Baureihe entwickelt wurden. Der Behälter vom Typ CASTOR 440/84 kann 84 Brennelemente aufnehmen. Er ist 4,08 m lang und hat einen Durchmesser von 2,66 m. Seine Masse beträgt 116 Tonnen.
Der WWER-440 hat einen besonders schlanken Reaktordruckbehälter. Der Reaktorkern befindet sich daher dicht an den Stahlwänden, der wassergefüllte Spalt dazwischen ist nur sechzehn Zentimeter breit, also viel schmaler als bei den meisten im Westen gebauten Kernkraftwerken. Die Neutronen werden in diesem schmalen Spalt weniger stark abgebremst, so dass die Strahlenbelastung des Stahls höher ist und dieser deshalb schneller altert bzw. versprödet.
Ein von der EU-gefördertes Forschungsprojekt namens „Long Life“ erforschte von 2010 bis 2014 Versprödungsprozesse verschiedener Stahllegierungen unter dem Einfluss von Neutronen. Es wurde unter der Leitung von Eberhard Altstadt von Wissenschaftlern des Helmholtz-Zentrums Dresden-Rossendorf koordiniert. Das Helmholtz-Zentrum untersuchte dazu auch Stahlproben aus drei Blöcken des von 1973 bis 1990 betriebenen Kernkraftwerks Greifswald vom WWER-Typ. Aufgrund der verschiedenen Betriebsdauer der Blöcke wurde der in ihnen verwendete Stahl unterschiedlich stark mit Neutronen bestrahlt. Somit kann die Versprödung des Stahls in Abhängigkeit vom Neutronenbeschuss bestimmt und mit den bisherigen Richtwerten zur Alterung von Stahl in Kernkraftwerken verglichen werden.

### WWER-440/230
Die Reaktoren der ersten WWER-Generation 230 haben eine Reihe von Sicherheitsmängeln:
- geringe Redundanz der Sicherheitseinrichtungen
- keinen alles umschließenden Sicherheitsbehälter
- keine ausreichende Notkühlung bei Bruch einer Hauptkühlmittelleitung
- schlechte räumliche Trennung der (redundanten) Sicherheitseinrichtungen
- unübersichtliche und veraltete Leittechnik und Bedienarmaturen

Reaktoren der Baureihe WWER-440/230 waren unter anderem in Kosloduj und Bohunice in Betrieb. Die Europäische Union hatte erklärt, dass Reaktoren des Typs WWER-440/230 „nicht auf das erforderliche Sicherheitsniveau gebracht werden können“ und daher bei einem Beitritt der entsprechenden Länder zur EU stillgelegt werden müssen – die entsprechenden WWER-440/230 wurden bis 2007 stillgelegt. In der DDR war dieser Reaktortyp in Greifswald im Einsatz und wurde – wie auch alle anderen Kernkraftwerke der DDR – im Zuge der Wiedervereinigung stillgelegt.

### WWER-440/213
Beim Typ WWER440/213 wurden zahlreiche Mängel behoben. So ist das Notkühlsystem nun fähig, bei sämtlichen Defekten der Kühlmittelversorger wirksam einzugreifen. Weiter wurden die Sicherheitssysteme dreifach redundant ausgelegt und der Brandschutz deutlich verbessert. Zudem hat diese Baureihe einen angebauten Bubble Condenser. Damit erhält der von einem – auch großen – Leck freigesetzte radioaktive Dampf mehr Ausbreitungsraum und kann zudem in Wasservorlagen kondensieren, bevor der Auslegungsdruck erreicht wird.
Neben WWER-440/230 war auch ein Reaktor vom Typ WWER-440/213 in Greifswald in Betrieb – auch dieser wurde nach 1989 stillgelegt. Drei weitere befanden sich im Aufbau, sind aber nie ans Netz gegangen. Reaktoren der Baureihe WWER-440/213 befinden sich in der EU in Dukovany, Bohunice, Mochovce und Paks.

### WWER-440/318
Eine Exportversion des WWER-440/213 ist der WWER-440/318. Er sollte im Kernkraftwerk Juraguá zum Einsatz kommen. Im Gegensatz zur Standardbaureihe 213 hat der WWER-440/318 ein Containment.

## WWER-1000

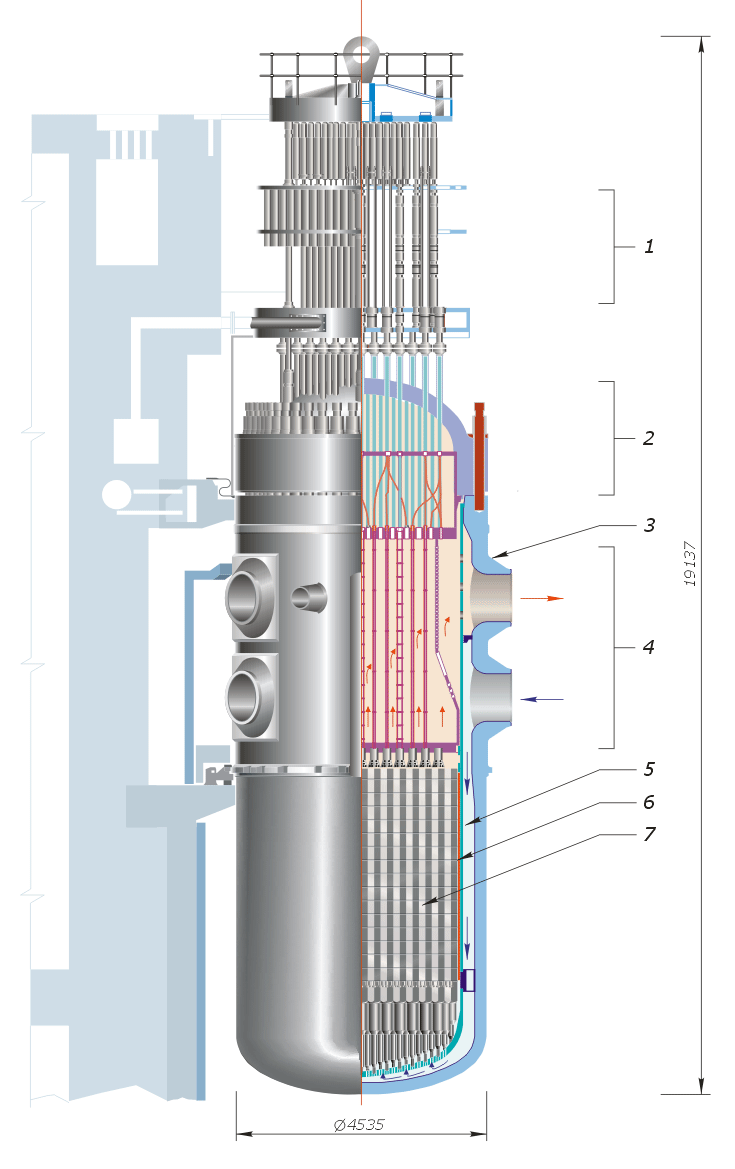
WWER-1000-Druckwasserreaktor.1 – Steuerstäbe; 2 – Deckel; 3 – Hülle; 4 – Kühlwasser Ein- und Austritt; 5 – Unterteil; 6 – aktive Zone; 7 – Brennstäbe

WWER-1000: 60-Grad-Sektor eines Horizontalquerschnitts

Der WWER-1000 ist eine Weiterentwicklung des WWER-440 mit verbesserten Sicherheitseinrichtungen – unter anderem einem Sicherheitsbehälter – und höherer elektrischer Leistung (1.000 MW), wobei bewährte Bauteile vom WWER-440 übernommen wurden. Die WWER-1000-Reaktoren lassen sich mit entsprechendem Aufwand auf ein höheres Sicherheitsniveau bringen. Es müssen die gesamte Leittechnik sowie die langsamen Rechner ausgetauscht werden. Weiterhin wird ein Teil der immer noch benutzerunfreundlichen Überwachungssysteme und -anzeigen modernisiert. Beim WWER-1000 kommen Kühlpumpen vom Typ GCNA-1391 mit einem Eigenbedarf von jeweils 5 MW zum Einsatz, die Pumpendrehzahl beträgt 1000 Umdrehungen pro Minute. Der Dampferzeuger des WWER-1000 ist vom Typ PGW-1000М (russisch ПГВ-1000М).
Reaktoren der Baureihe WWER-1000/320 befinden sich unter anderem in Balakowo (Russland), Kalinin (Russland), Kosloduj (Bulgarien), Temelín (Tschechien), Chmelnyzkyj (Ukraine), Riwne-3 und Riwne-4 (Ukraine) und Saporischschja (Ukraine).
Die Reaktoren des Typs WWER-1000/392 finden in Kernkraftwerken der Bezeichnung AES-91 und AES-92 Verwendung (siehe Atomstroiexport). Das erste Kernkraftwerk vom Typ AES-91 ist in Tianwan (Volksrepublik China) mit einem für dieses Projekt angepassten Reaktor WWER-1000/428 gebaut worden. Die für Indien angepasste Version trägt die Bezeichnung WWER-1000/412 und wird im Kernkraftwerk Kudankulam vom Typ AES-92 eingesetzt. Beide sind mit westlichen Kontrollsystemen ausgestattet worden; für die Variante AES-92 wurden mehr passive Sicherheitseinrichtungen vorgesehen. Das Kernkraftwerk vom Typ AES-91 besitzt im Gegensatz zum Typ AES-92 einen zusätzlichen Schutz vor Erdbeben.
Bei WWER ab der Baureihe WWER-1000/320 ist laut Herstellerangaben der Ausbruch von Corium (Gemisch aus Brennstoff und Material der Brennstabhüllen) nach einer Kernschmelze unmöglich. Dazu wird der Reaktordruckbehälter von außen durch passive Maßnahmen gekühlt, damit sein Stahl eine noch ausreichende Festigkeit hat, um die Schmelze im Inneren zu halten. Da sich die Erforschung von Kernschmelze erst im wissenschaftlichen Grundlagenstadium befindet, kann keine Garantie bzgl. der Beherrschbarkeit von Kernschmelzszenarien gegeben werden.
Seit einiger Zeit wird auch mit neuen Brennelementtypen für alle WWER-Reaktoren experimentiert. Der Plan ist, die abgebrannten Brennelemente aus den RBMK-Reaktoren zu recyceln und diese als Brennelemente für WWER-Reaktoren zu nutzen. Diese haben bis zu 2,5 % mehr Effizienz als die herkömmlichen WWER-Brennelemente. Der Brennstoff ist momentan experimentell in den Reaktoren des Kernkraftwerks Kalinin im Einsatz. Die abgebrannten Brennelemente können wiederum zu MOX-Brennelementen weiterverarbeitet werden, diese werden seit Anfang 2008 im Kernkraftwerk Belojarsk genutzt.
Laut Herstellerangaben steigt die radioaktive Dosisleistung in der Umgebung eines Kernkraftwerks des Typs WWER-1000 um weniger als 0,5 mSv pro Jahr.

## WWER-1200

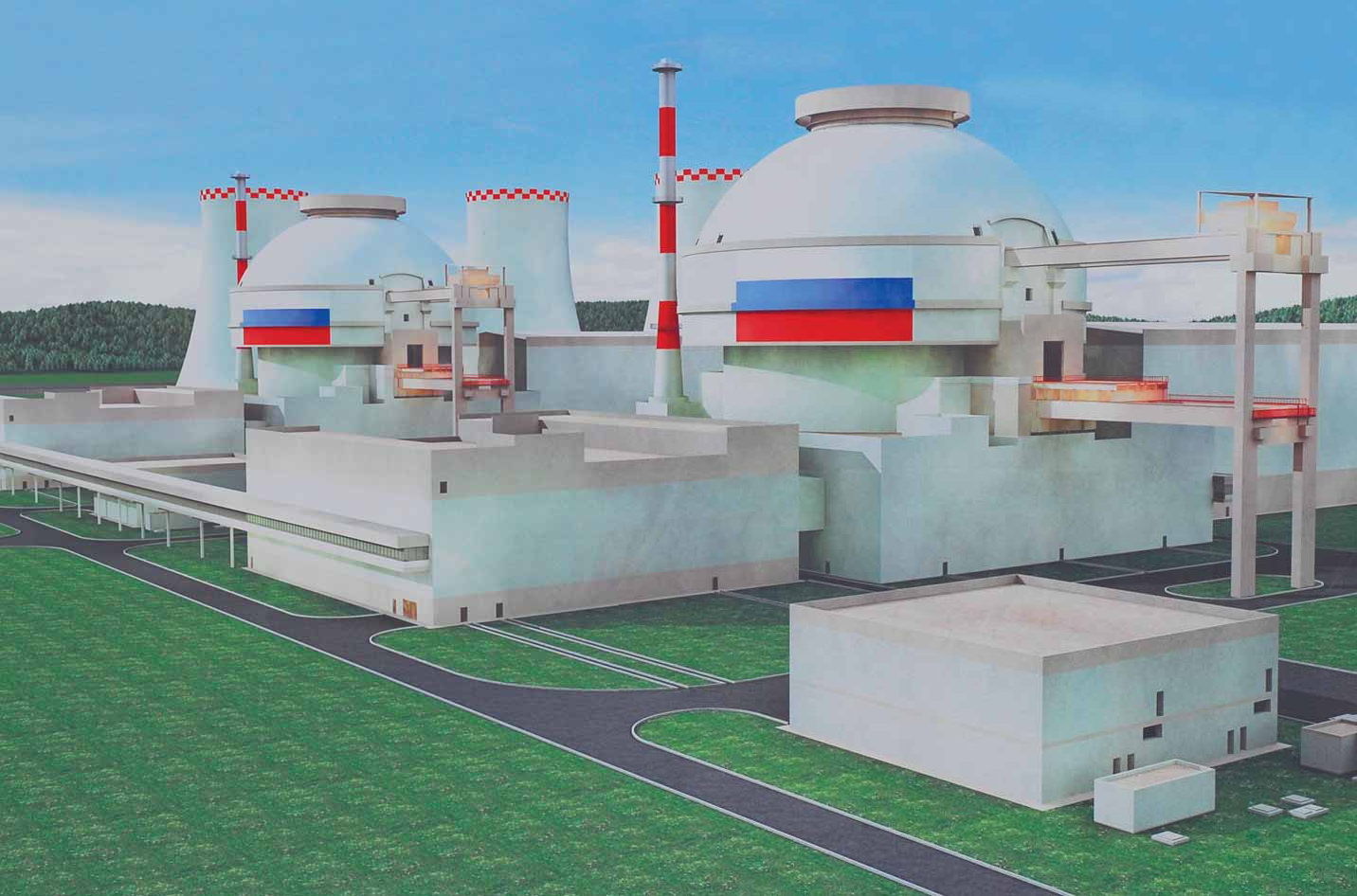
Kernkraftwerk Nowoworonesch II mit zwei WWER-1200/491 (AES-2006)

Der Reaktor WWER-1200 ist eine Weiterentwicklung der Reaktoren WWER-1000, AES-91 und AES-92, Grundlage für seine Entwicklung war der Bau der Kernkraftwerke Tianwan und Kudankulam. Aus deren Technik und Sicherheitssystemen wurden dann der WWER-1200/491 entwickelt und eine Leistungssteigerung erzielt. Dieser Reaktortyp soll in einem neu konzipierten Kernkraftwerk AES-2006, einem Reaktor der Generation III+, zum Einsatz kommen. Entwickelt wurde der Reaktor von OKB Gidropress in Zusammenarbeit mit dem 1998 gegründeten Unternehmen Atomstroiexport, die ersten Reaktoren in Nowoworonesch II und Leningrad II sind bereits fertig gestellt. Der Reaktor WWER-1200 ist für eine Nutzungsdauer von 60 Jahren ausgelegt. Wie beim WWER-1000 kommen auch beim WWER-1200 Pumpen vom Typ GCNA-1391 und Dampferzeuger vom Typ PGV-1000 MKP zum Einsatz.
Unterschiede des WWER-1200 gegenüber dem WWER-1000 sind beispielsweise:
- größerer Durchmesser des Reaktorkessels
- effizientere Nutzung der Brennstäbe
- mögliche Erhöhung der thermischen Reaktorleistung von 3200 MW auf 3300 MW

| Parameter                            | WWER-1200 |
| ------------------------------------ | --------- |
| Länge Reaktordruckbehälter (m)       | 11,185    |
| Durchmesser Reaktordruckbehälter (m) | 4,250     |
| Masse Druckbehälter (t)              | 330       |
| Durchmesser Dampferzeuger (m)        | 4,2       |
| Gesamtvolumen Druckhalter (m³)       | 79        |
| Wasservolumen Druckhalter (m³)       | 55        |
| Nenndruck Druckhalterausgang (MPa)   | 16,1      |
| Druckhaltertemperatur (°C)           | 347,9     |
| Nutzungsgrad (%)                     | 90        |
| Kosten ($/kW)                        | 2100      |
| Bauzeit (Monate)                     | 54        |

Im Zuge des Projekts 2007–2015 wurde ein Plan aufgestellt, um den wachsenden Energiebedarf Russlands zu decken und die alten Reaktoren vom Netz zu nehmen. Dabei setzte man unter anderem auch auf den WWER-1200 (AES-2006). Insgesamt waren 28 Reaktoren in Planung, die ersten 2 wurden im Kernkraftwerk Nowoworonesch II gebaut. Ein WWER-1160, der in Leningrad II gebaut werden sollte, basierte auf dem WWER-1200, letztlich werden dort aber WWER-1200 gebaut.

## WWER-SKD-1700 (Projekt)
Ein Projekt vom OKB Gidropress (russisch ОКБ Гидропресс) in Zusammenarbeit mit dem Generation IV International Forum ist ein überkritischer Leichtwasserreaktor (englisch Super-Critical Water-Cooled Reactor, SCWR). „Überkritisch“ meint überkritisches Wasser als Moderator und Kühlmittel, also Wasser in einem flüssigen Zustand oberhalb seiner kritischen Temperatur und seines kritischen Drucks. Dieser überkritische WWER (WWER-SKD oder WWER-SCWR) hat einen hohen thermodynamischen Wirkungsgrad (45 %) und eine hohe Brutrate (0,95) und ist für einen geschlossenen Brennstoffkreislauf ausgelegt. Die Hauptversion soll für eine thermische Leistung von 3830 MW, eine elektrische Leistung von 1700 MW und eine Betriebstemperatur von 540 °C ausgelegt werden.
An der Reaktorentwicklung sind das Zentrale Forschungsinstitut für Maschinenbau – TsNIITMASH (russisch Центральный научно-исследовательский институт машиностроения – ЦНИИТМаш) in Moskau und OKB Gidropress beteiligt. Das OKB Gidropress teilte mit: „Von solchen Reaktoren wird erwartet, dass sie den Wirkungsgrad der thermischen Energieumwandlung wesentlich erhöhen, zum Spektrum schneller Neutronen im Reaktorkern übergehen und dadurch die Erbrütung von sekundärem Kernbrennstoff im Reaktor wesentlich verbessern.“ Dieser Reaktortyp wird auch als WWER-1700, V-393 bezeichnet. Es wird berichtet, dass Rosatom diesen Reaktortyp zu einem vollständigen Prototyp weiterentwickelt und sich um den Bau dieses Prototyps im Wettbewerb mit anderen SCWR-Entwürfen aus Europa, Kanada, China und Japan bewirbt.